# Inhibidores de la monoamino oxidasa
Los inhibidores de la monoamino oxidasa (IMAO) constituyen la categoría terapéutica a la que pertenece cierto grupo de fármacos antidepresivos y que actúan bloqueando la acción de la enzima monoamino oxidasa. Fueron los primeros antidepresivos existentes en el mercado. 

## Antecedentes
Los fármacos para combatir la depresión pueden clasificarse según su estructura química en tres grupos principales: los antidepresivos heterocíclicos, los no heterocíclicos y los inhibidores de la monoamino oxidasa. 

## Tipos de IMAO
Existen actualmente dos tipos de IMAO, según sea su acción inhibitoria de la monoamino oxidasa.

### Inhibidores no selectivos de la monoamino oxidasa
- Isocarboxazida
- Nialamida
- Fenelzina
- Tranilcipromina
- Iproniazida
- Iproclozida
- Fenilalanina
- Harmalina
- Harmina

### Inhibidores selectivos de la monoamino oxidasa A
- Befloxatona
- Brofaromina
- Moclobemida
- Toloxatona

### Inhibidores de la monoamino oxidasa tipo B
A pesar de existir en la actualidad antidepresivos más modernos, los IMAO son válidos en el caso de pacientes que no responden a otros tratamientos, por ejemplo la selegilina
- Utilizados en tratamiento de la enfermedad de Parkinson.

## Sobredosis
En una intoxicación por sobredosis de iMAOs podemos encontrar las siguientes manifestaciones clínicas: enrojecimiento facial, ansiedad, sudoración, palpitación, temblores, taquicardia, etcétera. En adición, pueden producir crisis hipertensivas –uno de los principales motivos por los que se comercializan poco–, e hiperpirexia (fiebre alta).

## Precauciones
Para los pacientes que toman IMAO es peligrosa la ingesta de alimentos que contienen niveles elevados de tiramina (que normalmente se encuentra en quesos fermentados, vinos y alcohol en general, y en encurtidos o alimentos en conserva de vinagre). La interacción de la tiramina con los IMAO puede ocasionar una crisis hipertensiva que puede llevar a la ruptura de una arteria en el cerebro, es decir, un accidente cerebrovascular. El médico debe proporcionar al paciente una lista completa de los alimentos prohibidos que el paciente debe llevar consigo. La reacción peligrosa se explica porque la tiramina, al no ser neutralizada (oxidada) por la monoamino oxidasa del cuerpo, provoca una reducción del diámetro de los vasos sanguíneos con lo cual la presión arterial aumenta.
Algunos otros alimentos que deben evitarse son hongos, caracoles, riñones, conservas de carne y pescado, aguacates, ahumados, plátanos, embutidos, te y café (que por su contenido en cafeína, estos 2 últimos, pueden dar lugar a problemas cardiovasculares). Cuando un paciente toma IMAO, dichos alimentos deben ser estrictamente evitados, al igual que algunos medicamentos, como los descongestivos que se toman para el resfriado y algunas alergias, y cualquier otro antidepresivo.
Cuando se está tomando un IMAO existe una gran cantidad de medicamentos peligrosos, además de los ya indicados, por lo que es fundamental informar que se toman IMAO cuando se acude a un médico.
El periodo de seguridad entre el cese de la toma del IMAO, sobre todo de los no selectivos, y la toma de un medicamento incompatible con él es de dos semanas. Se considera que a las dos semanas los metabolitos del IMAO ya han abandonado el organismo.

## Consideraciones farmacológicas en Odontología y Podología
Aunque cada vez con menos frecuencia, algunos enfermos con afecciones cardiovasculares reciben terapia de antidepresores inhibidores de la monoamino oxidasa (IMAO), como el sulfato de feneleina, isocarboxacida o sulfato de tramilcipromina. En ellos está contraindicado el uso de cualquier vasoconstrictor adrenérgico, por lo que se recomienda el empleo de anestésicos locales sin vasoconstrictor, en combinación con anestésicos locales con vasoconstrictor en puntos locales de refuerzo hemostático.